# Cmentarz żydowski w Muszynie
Cmentarz żydowski w Muszynie. Znajduje się we wschodniej części miasta, powyżej górnej części zabudowań ul. Ogrodowej, na stoku wznoszącym się ku szczytowi Malnika, na wysokości ok. 510-520 m n.p.m. Zajmuje powierzchnię 0,3 ha, na której zachowało się około osiemdziesięciu nagrobków.
Powstał najwcześniej na przełomie XVIII i XIX w., ponieważ do czasów rozbiorów w Muszynie, należącej do posiadłości biskupów krakowskich zwanej „państwem muszyńskim”, nie pozwalano na osiedlanie się Żydów. Według innych źródeł został założony w XIX wieku. Nekropolia dzieli się na część starszą (na lewo od bramy) i nowszą (po prawej stronie bramy). Większość czytelnych jeszcze inskrypcji jest w języku hebrajskim. Na jednym z nagrobków zachowała się inskrypcja w języku polskim.
Obok cmentarza przebiega żółto  znakowany szlak turystyczny z Muszyny przez Malnik, Dubne i Kamienny Horb do Muszynki.

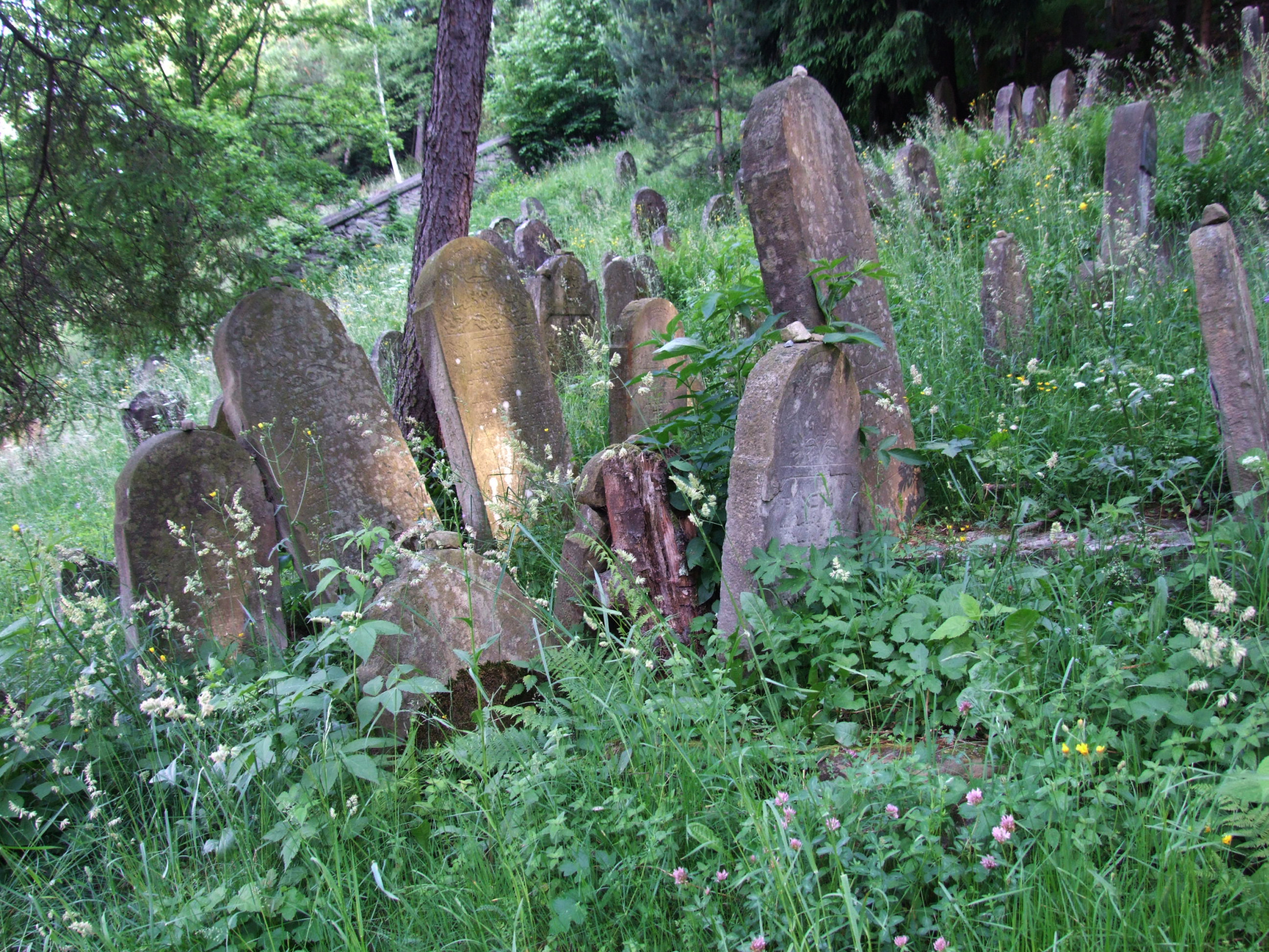
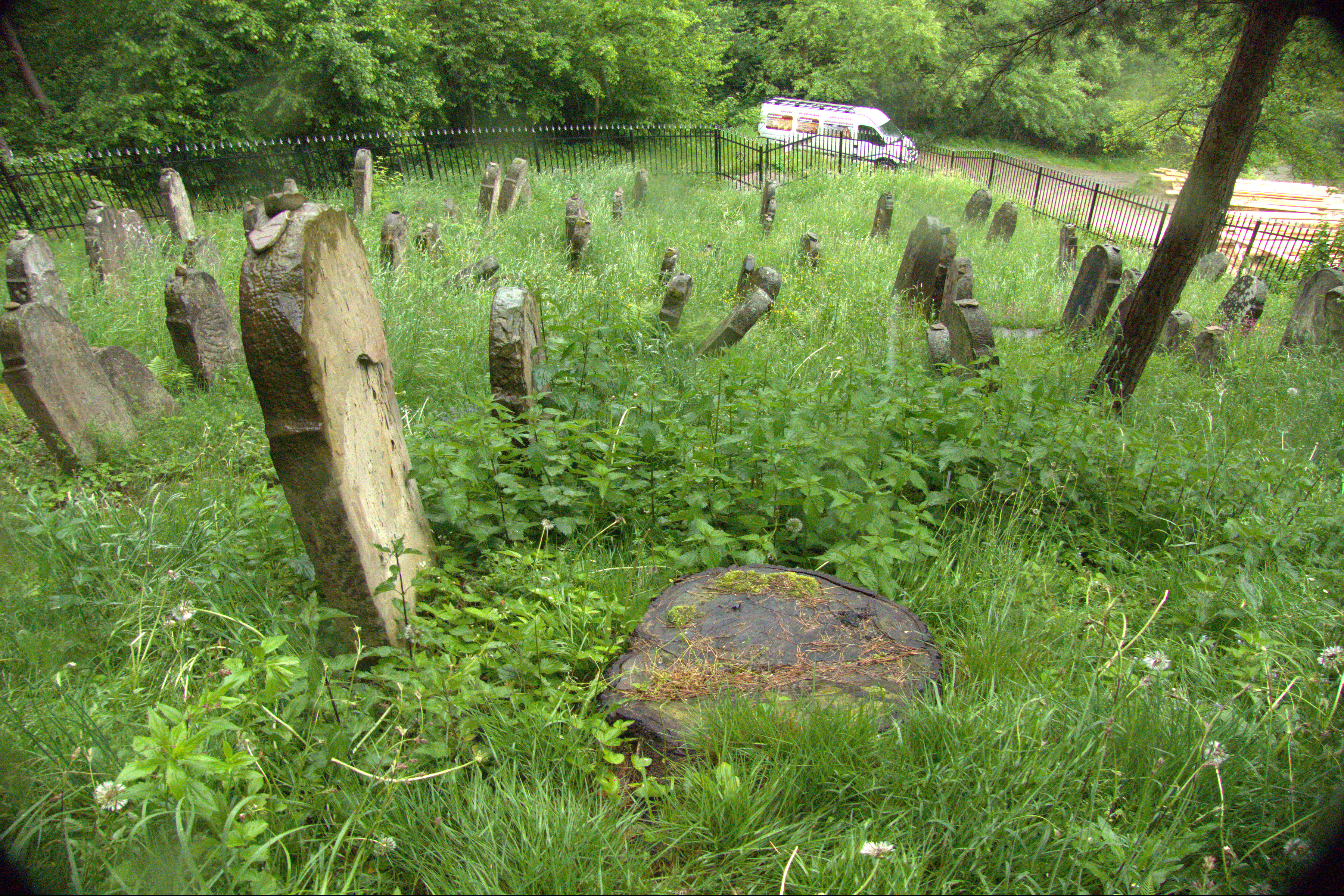